# 量子カオス
量子カオス（りょうしカオス）とは、量子力学において発生するカオスのことである。量子力学においては不確定性原理のために決定することができず、軌道の不安定性が存在しなくなるため、古典力学とは異なり、量子力学におけるカオスは一筋縄ではいかない。ただ、古典力学におけるカオスも、古典力学で近似すればカオスになるような系では量子力学に影響を及ぼす場合がある。このようなカオスも便宜的に量子カオスと呼ばれる。